# Ginnastica artistica al XVIII Festival olimpico estivo della gioventù europea
Le competizioni di ginnastica artistica al XVIII Festival olimpico estivo della gioventù europea si sono svolte dal 22 al 26 luglio 2025 a Osijek, in Croazia. 

## Podi

### Ragazzi
| Evento                 | Oro                                                              | Argento                                           | Bronzo                                            |
| All-around a squadre   | Regno Unito Evan McPhillips Radell Fawzi Zakaine Uzair Chowdhury | Italia Pietro Mazzola Ivan Rigon Riccardo Ruggeri | Germania Zeno Csuka Philipp Steeb Nikita Prohorov |
| All-around individuale | Evan McPhillips                                                  | Ivan Rigon                                        | Uzair Chowdhury                                   |
| Corpo libero           | Evan McPhillips                                                  | Riccardo Ruggeri                                  | Chester Enríquez                                  |
| Cavallo con maniglie   | Nikita Prohorov Ben Schumacher                                   | Non assegnato                                     | Tomasz Lek Khac                                   |
| Anelli                 | Uzair Chowdhury                                                  | Tymofii Kyrychenko                                | Bence Hamza Vargity                               |
| Volteggio              | Chester Enríquez                                                 | Samuel Elias Wachter                              | Valentyn Havrylchenko                             |
| Parallele simmetriche  | Uzair Chowdhury                                                  | Ben Schumacher Ivan Rigon                         | Non assegnato                                     |
| Sbarra                 | Pietro Mazzola                                                   | Ivan Rigon                                        | Jeremy Balazs                                     |

### Ragazze
| Evento                 | Oro                                          | Argento                                                    | Bronzo                                             |
| All-around a squadre   | Francia Lola Chassat Elena Colas Maïana Prat | Slovacchia Lilly Murínová Nela Ostrihoňová Lucia Piliarová | Italia Sofia Bianchi Mia Proietti Giulia Santinato |
| All-around individuale | Elena Colas                                  | Lucia Piliarová                                            | Alexia Blanaru                                     |
| Volteggio              | Mia Proietti                                 | Alexia Blanaru                                             | Madita Mayr                                        |
| Parallele asimmetriche | Elena Colas                                  | Helena Finc                                                | Lola Chassat                                       |
| Trave                  | Elena Colas                                  | Lola Chassat                                               | Nela Ostrihoňová                                   |
| Corpo libero           | Maïana Prat                                  | Elena Colas                                                | Yasam Sugra Akan                                   |

### Misto
| Evento     | Oro                                    | Argento                        | Bronzo                               |
| Mixed team | Francia Elena Colas Ruddly Maisonnable | Italia Mia Proietti Ivan Rigon | Israele Ophir Shmuely Noam Berkovich |

## Medagliere
Nazione ospitante 
| Posizione | Paese         | Oro | Argento | Bronzo | Totale |
| --------- | ------------- | --- | ------- | ------ | ------ |
| 1         | Francia       | 6   | 2       | 1      | 9      |
| 2         | Gran Bretagna | 5   | 1       | 1      | 7      |
| 3         | Italia        | 2   | 6       | 1      | 9      |
| 4         | Svizzera      | 1   | 1       | 0      | 2      |
| 5         | Germania      | 1   | 0       | 2      | 3      |
| 6         | Irlanda       | 1   | 0       | 1      | 2      |
| 7         | Slovacchia    | 0   | 2       | 1      | 3      |
| 8         | Austria       | 0   | 1       | 0      | 1      |
| 8         | Romania       | 0   | 1       | 0      | 1      |
| 8         | Ucraina       | 0   | 1       | 0      | 1      |
| 11        | Israele       | 0   | 0       | 1      | 1      |
| 11        | Polonia       | 0   | 0       | 1      | 1      |
| 11        | Turchia       | 0   | 0       | 1      | 1      |
| 11        | Ungheria      | 0   | 0       | 1      | 1      |
| Totale    | Totale        | 16  | 15      | 14     | 45     |